# Masao Morinaka
Masao Morinaka, född den 9 april 1974, är en japansk idrottare som tog silver i baseboll vid olympiska sommarspelen 1996 i Atlanta.